# سرآستین قرمز
سرآستین قرمز (کره‌ای: 옷소매 붉은 끝동; لاتین‌نویسی اصلاح‌شده: Otsomae Bulgeun Kkeutdong) یک مجموعهٔ تلویزیونی کره جنوبی با بازی لی جون هو، لی سه یونگ و کانگ هون است. این مجموعه از ۱۲ نوامبر ۲۰۲۱ تا ۱ ژانویه ۲۰۲۲ در روزهای جمعه و شنبه ساعت ۲۲:۰۰ (کی‌اس‌تی) از ام‌بی‌سی پخش شد.

## خلاصه داستان
این مجموعه بر پایهٔ رمانی با همین نام، داستان عاشقانهٔ یک بانوی سلطنتی دربار و پادشاه چوسان را روایت می‌کند که معتقد است وظیفهٔ او در قبال کشورش قبل از عشق است و بانوی درباری که می‌خواهد از زندگی خود که انتخاب کرده، محافظت کند.

## بازیگران

### اصلی
- لی جون هو در نقش ایسان، بعداً پادشاه جونگ‌جو: نوهٔ متکبر و کمالگرای پادشاه یونگ‌جو. او پیوسته تلاش می‌کند تا پادشاهی خیرخواه شود، اما مرگ پدرش یک ضربهٔ روحی در قلبش ایجاد کرده است.[۴]
- لی سه یونگ در نقش سونگ دوک ایم، بعداً همسر نجیب سلطنتی: او یکی از بانوان دربار است که می‌خواهد زندگی خود را داشته باشد، نه یکی از چندین بانوی دربار که به آنها زنان پادشاه گفته می‌شود.[۷]
- کانگ هون در نقش هونگ دوک رو: معلم ولیعهد که شخصیت سردی را در زیر ظاهر مهربان و خونگرم خود پنهان می‌کند.[۳][۸]

## تولید
نقش‌های اصلی در ابتدا به کیم کیونگ نام و پارک هه سو پیشنهاد شد. اولین جلسهٔ فیلم‌نامه خوانی در مه ۲۰۲۱ انجام شد.
این مجموعه در ابتدا قرار بود که در ۵ نوامبر ۲۰۲۱ پخش شود اما به دلیل تنظیم برنامه برای پخش یک بازی بیسبال حرفه‌ای، یک هفته به تعویق افتاد.
در ۹ دسامبر ۲۰۲۱، اعلام شد که این مجموعه به دلیل محبوبیت خود، یک قسمت افزایش پیدا می‌کند و ۱۷ قسمت خواهد بود. به خاطر این تمدید، قسمت ۱۳ در ۲۴ دسامبر پخش شد، در حالیکه قسمت‌های ۱۴ و ۱۵ در ۲۵ دسامبر پخش شدند.
گزارش شده است که فیلم‌برداری در مه ۲۰۲۱ آغاز شد و فیلم‌برداری حدود هفت ماه تا ۲۱ دسامبر ادامه یافت.